# Bill Coleman
Bill Coleman (Kentucky, 1904. augusztus 4. – Toulouse, 1981. augusztus 24.) amerikai dzsessztombitás.

## Pályafutása
Bill Coleman Kentucky államban született. 1909-ben családja Kentuckyból Cincinnatibe költözött. Fiatalkorában a Western Union cégnél futárként dolgozott. Theodore Carpenter trombitásnál tanult Ohio államban.
Ezalatt egy amatőr zenekarban játszott, amelyet J. C. Higginbotham harsonás vezetett.
Aztán Csatlakozott Cecil Scott klarinétoshoz és New Yorkba ment. Ott Luis Russell zenekarával készültek felvételei (1929).
1933-ban Lucky Millinder zenekarával Európába ment, öt hónapig játszott Franciaországban. 1935-ben újra Párizsba ment, ahol Django Reinhardttal készültek felvételei.
Az 1948-ban Coleman úgy döntött, hogy élete hátralévő részét Franciaországban tölti. Részt vett az első Jazz in Marciac fesztiválon. Együttműködött a Toulouse-i Jazz Festival szervezőivel − egészen a haláláig.

## Albumok
- From Boogie to Funk (1960)
- Jazz Pour Dieu (1966)
- Sings and Plays 12 Negro Spirituals (1968)
- Together at Last (1969)
- Three Generation Jam (1969)
- Bill and the Boys (1972)
- Swingin' in London (1972)
- Bill Coleman in Milan with Lino Patruno and Friends (1973)
- Mainstream at Montreux (1973)
- Cave's Blues (1979)
- Really I Do (1982)
- Swinging in Switzerland (1983)
- Blowing for the Cats (1980)
- In Paris (1991)
- The Complete Philips Recordings (2006)